# HART通訊協定
HART通訊協定（HART Communication Protocol）是一種混合類比數位的自動化開放型協定。HART的全名是Highway Addressable Remote Transducer（高速可尋址遠程傳感器），最大的特色及優點是可以在傳統的4–20 mA類比儀表電流環上通訊，可以在純類比的主站系統中共用線路。HART常用在程序及儀表系統中，有小型的自動化設備，也有高度複雜的工業應用。
依照Emerson的資料，由於世界上有大量的系統裝設了4–20 mA的線路，HART通訊協定是現今最受歡迎的幾種通訊協定之一。若使用者想使用傳統的4–20 mA，但希望有較智慧的通訊協定，HART通訊協定是很好的傳換用通訊協定。
此通訊協定是由Rosemount Inc.所發展，一開始是Bell 202的早通訊標準，在1980年代中期發展，要做為其智慧現場儀器的數位通訊協定。之後就演進為HART，而且成為开源标准。此後有許多不同版本的規格，通訊協定的能力也日漸強化。
HART通訊協定使用頻率偏移調變（FSK）的調變方式，在電流信號上面加上+/- 0.5 mA的信號，1用1200 Hz的頻率表示，0用2200 Hz的頻率表示。

## 模式

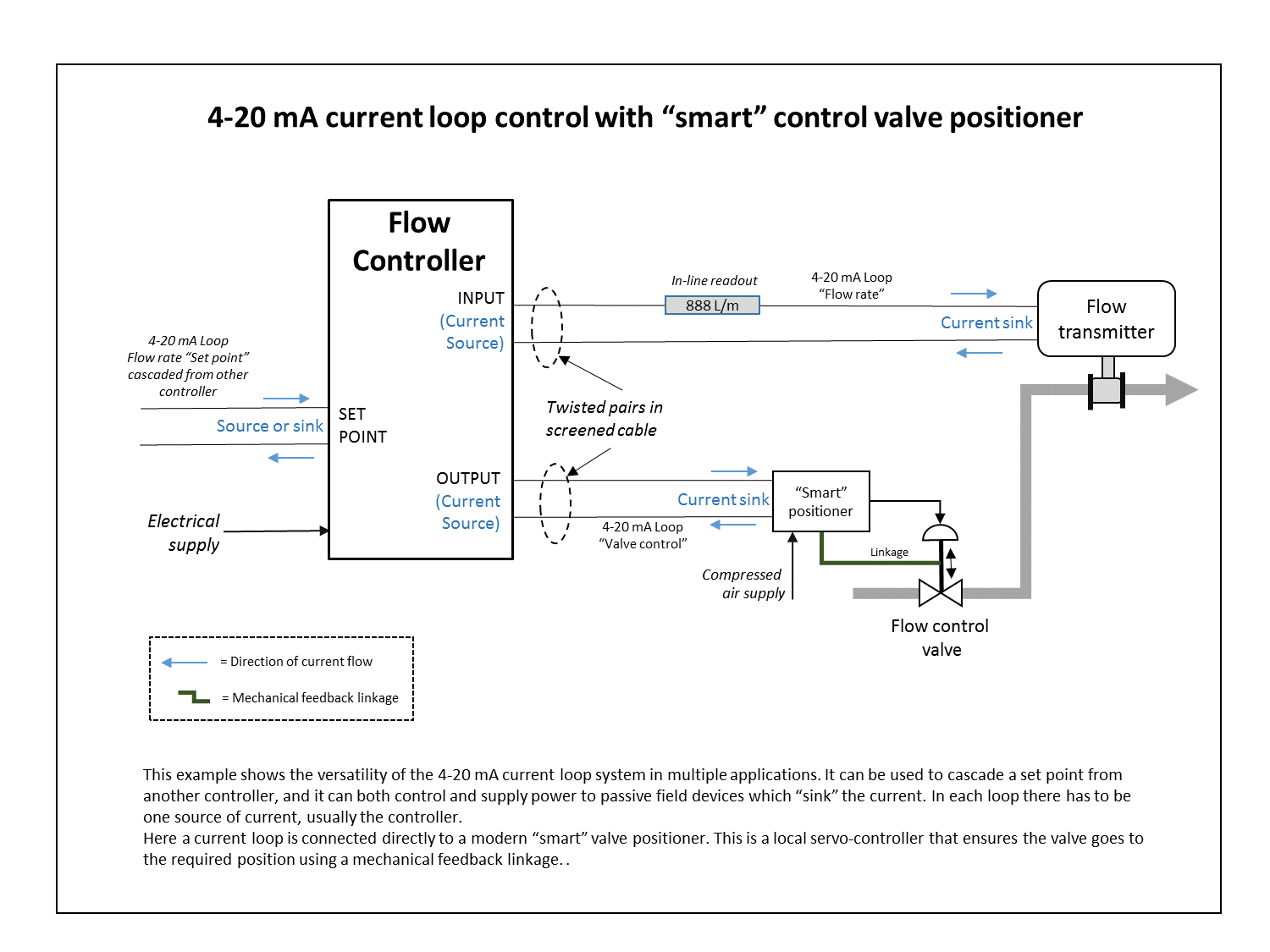
感測及控制用電流環的例子，HART通訊協定可以在4–20 mA電流環線路上運作

HART通訊協定的主要運作模式有二種：點對點（類比/數位）模式，以及多站（multidrop）模式

### 點對點
在點對點模式中，數位信號是加在4–20 mA的迴路電流上。不論對控制器、量測儀器以及終端控制元件而言，4–20 mA的電流類比信號以及數位信號都是可用的信號。
設備的輪詢位址會設為0。每一個設備纜線信號對上面只能有一個儀器。有一個訊號（多半是使用者指定）會是4–20 mA信號。另一個信號是在4–20 mA上的數位信號。例如壓力可以用4–20 mA來傳輸，表示某一範圍的壓力，而溫度可用同一組線上的數位信號來傳輸。在點對點模式中，HART通訊協定的數位部份可以視為是數位電流環介面。

### 多站
在多站（multi-drop）模式下，電流環固定為4 mA，允許同一組電流環上有多個設備。
HART第三版至第五版允許的輪詢位址是1至15，HART第六版的位圵是1到63，HART第七版的位圵是0至63。每一個設備需要有獨立不重複的位址。

## 封包結構
請求的HART封包有以下的結構：
| 名稱         | 位元組個數 | 說明                                                         |
| 位址         | 1–5        | 標示從站、主站以及Burst Mode                                 |
| 擴充         | 0–3        | 擴充欄位的長度0–3位元組，長度由Delimiter（啟始定界符）決定   |
| 指令         | 1          | 要執行指令的編號                                             |
| 資料位元組數 | 1          | 表示資料欄位的長度                                           |
| 資料         | 0–255      | 和指令有關的資料。若是BACK及ACK，至少要有二個位元組的資料。- |
| 校验和       | 1          | 啟始位元組開始到最後一個位元組，XOR而得的總和                |

### 前置符號
目前所有較新的設備都會有五個前置符號（Preamble），若是更長，會降低通訊的速度，不過主站需要相容較早期，數量更多的前置符號。主站連接新的設備時，一開始要用最長（29個）的前置符號，若設備己決定使用的前置符號個數，就切換為設備指定的符號。
前置符號是"ff" "ff" "ff" "ff" "ff"（五個ff）。

### 啟始定界符
此位元組會包括主站編號，以及啟始使用的封包。

### 位址
在其中一種HART架構中是用來標示信號的目的位址。最早的位址架構只能用四個位元標示目的位址，因此包括主站在內，只能有十六個設備。
新的架構用38個位元來標示目的位址，可以用Command 0或Command 11詢問設備的位址。

### 指令
是一個位元組的數值，表示要執行的指令編號。
Command 0或Command 11可以用來詢問設備的位址。

### 資料位元組數
標示資料的長度。

### 狀態
主站沒有狀態欄位，從站有二個位元組的狀態欄位。
從站可以用狀態欄位告知主站，從站的工作是否已完成，以及其健康狀態。

### 資料
資料所在的欄位依執行的指令而不同。

### 校验和
校验和是由從啟始位元組開始，到資料欄位最後一個位元組，所有資料XOR而得。

## 外部連結
- FieldComm Group（页面存档备份，存于）
- .NET Open Source project （页面存档备份，存于）